# Bártfay József (vegyészmérnök)
Bártfay József (születési neve: Baubach József Zoltán) (Rákospalota, 1905. május 6. – Budapest, 1988. január 18.) magyar vegyészmérnök, élelmiszer-kémikus, egyetemi tanár; a kémiai tudományok kandidátusa (1959).

## Életpályája
Szülei: Baubach József Ödön és Kántor Elvira (1885-1975) voltak. 1923-ban érettségizett az újpesti állami főgimnáziumban. 1928-ban diplomázott a budapesti Műegyetemen. Az egyetem alatt Zemplén Géza mellett tanársegéd volt a szerves kémia tanszéken. 1930–1939 között a Budapesti Székesfővárosi Vegyészeti- és Élelmiszer Vizsgáló Intézet segédvegyésze volt. 1933-ban kapott bölcsészdoktori oklevelet a Debreceni Egyetemen. 1939–1941 között katonai szolgálatot teljesített. 1941–1949 között a Fővárosi Anyaggazdasági Intézet kutatómérnöke volt. 1949–1956 között a Szeszipari, illetve az Erjedésipari Kutató Intézet tudományos munkatársa, 1956–1958 között osztályvezetője, 1958–1967 között igazgató-helyettese volt. 1967-ben nyugdíjba vonult. 1973–1976 között a Kertészeti és Élelmiszeripari Egyetem megbízott előadója volt.

### Munkássága
Erjedéses folyamatok mikrobiológiai kérdéseivel foglalkozott. Eredményei közül kiemelkedő és nemzetközi viszonylatban is értékes az enzim hatásmechanizmusának felismerése. Fontos munkát végzett az erjedésipari laboratóriumi módszerek fejlesztése és ismertetése területén. Írásai magyar folyóiratokban, a Mérnök Továbbképző Intézet kiadványaiban és a Nyugat-berlini Branntweinwirtschaft című szaklapban jelentek meg.

## Művei
- Vizsgálatok a zsírszövet katalázáról (Egyetemi doktori értekezés; Debrecen, 1933)
- Különböző tápanyagok befolyása a kozmaolaj minőségére a szeszes erjedésnél (Pelc Antallal, Simek Ferenccel; Mezőgazdasági Ipar, 1950)
- Erjedésipari laboratóriumi gyakorlatok I.-II. (Kaliczki Károllyal, Nagy Gyulával, Budapest, 1951–1952)
- A hazai termesztésű koksagiz feldolgozása (Élelmezési Ipar, 1952)
- A keményítőcukrosítás kémiája (Szeszipar, 1953)
- Erjedési laboratóriumi gyakorlatok (I. II. kiadás, Kossuth Gábornéval, Nagy Gyulával, Budapest, 1954)
- A maláta és penész amiláz (MTKI, Budapest, 1954)
- A csicsóka-szeszgyártás különlegességei. – A csicsóka tárolásáról (Szeszipar, 1956)
- Burgonyakeményítő és annak meghatározási módjai (MTKI, Budapest, 1956–1957)
- A tengeri keményítője és ennek meghatározása (MTKI, Budapest, 1957)
- A keményítő enzimes cukrosításának szerepe a szesziparban (Kandidátusi értekezés; Budapest, 1958)
- Mezőgazdasági termékek cukrosításának kémiája. A burgonya cukrosítása (Erjedésipari Kutató Intézet Közleményei, 1959)
- Gibberellinsav hatása az árpamaláta előállítására (Söripar, 1960)
- Nagy enzimaktivitású száraz maláta készítése (Erjedésipari Kutató Intézet Közleményei, 1960)
- Az erjedéses citromsav gyors meghatározása (Varga Miklósnéval; Erjedésipari Kutató Intézet Közleményei, 1962)
- A foszfor szerepe az erjedés biokémiájában (Pelc Antallal; Szeszipar, 1965)
- Gibberellinsav hatása a melasz erjesztésére (Rados Györggyel; Élelmezési Ipar, 1969)
- Szeszgyártás keményítőtartalmú és egyéb nyersanyagból (Szeszipar, 1974)